# تعریف به وسیله استقراء
تعریف به وسیله استقرا از قضایای مشهور در زمینه منطق ریاضیات است که تعریف مفاهیم جدید برای گزاره‌ها به وسیله بازگشت، با این قضیه مجاز می‌شود.
فرض کنید تابع {\displaystyle f_{p}:P\rightarrow S} و توابع {\displaystyle f_{\land },f_{\lor },f_{\to }:S^{2}\to S} و تابع {\displaystyle f_{\lnot }:S\to S} داده شده باشند، که در آن {\displaystyle S} یک مجموعه دلخواه است. آنگاه تابعی یکتا مثل {\displaystyle F:PR\to S} موجود است که به ازای هر دو گزاره مثل {\displaystyle A} و {\displaystyle B}:
{\displaystyle {\begin{cases}F(A)=f_{p}(A)\\F(A\land B)=f_{\land }(F(A),F(B))\\F(A\lor B)=f_{\lor }(F(A),F(B))\\F(A\to B)=f_{\to }(F(A),F(B))\\F(\lnot A)=f_{\lnot }(F(A))\\\end{cases}}}

## منبع
- محمد اردشیر (۸۳)، منطق ریاضی، هرمس، ص. ۱۸، شابک ۹۶۴-۳۶۳-۲۲۹-۶ تاریخ وارد شده در |سال= را بررسی کنید (کمک)